# 狼牙刺帽蘚
狼牙刺帽蘚（学名：Chaetomitrium acanthocarpum）为油蘚科刺帽蘚屬下的一个种。